# Давитадзе, Реваз
Реваз Давитадзе (груз. რევაზ დავითაძე; род. 16 октября 1998 года) — грузинский тяжелоатлет, многократный призёр чемпионатов мира и Европы, чемпион Европы 2018 года.

## Карьера
В 2017 году на чемпионате мира в весе до 85 кг, Реваз занял итоговое 5-е место набрав сумму 351 кг.
На чемпионате Европы в Бухаресте в 2018 году одержал победу с суммой 353 кг. Еще в рывке обеспечил себе задел в 10 кг.
В начале ноября 2018 года на чемпионате мира в Ашхабаде в весовой категории до 89 кг завоевал бронзовую медаль чемпионата, набрав сумму 371 кг и уступив победителю Артёму Окулову всего 1 кг.
В 2019 году на чемпионате Европы в Батуми завоевал серебряную медаль, взяв вес по сумме двух упражнений 370 кг, ему не хватило 1 кг до победы. В упражнение рывок он завоевал малую золотую медаль (170 кг), а в упражнение толчок малую серебряную медаль (200 кг).
На предолимпийском чемпионате мира 2019 года, который проходил в Таиланде, завоевал бронзовую медаль в весовой категории до 89 кг. Общий вес на штанге 371 кг. В упражнении рывок он стал первым (172 кг).
В апреле 2021 года на чемпионате Европы в Москве в весовой категории до 89 кг завоевал серебро с результатом 374 килограмма. В упражнении «рывок» завоевал малую серебряную медаль с весом на штанге 171 килограмм, а в упражнении толчок был первым с весом на штанге 203 килограмма.
В декабре 2021 года принял участие в чемпионате мира, который состоялся в Ташкенте. В весовой категории до 89 килограммов, Реваз по сумме двух упражнений с весом 370 кг стал обладателем бронзовой медали. В упражнении рывок он завоевал малую серебряную медаль.
В декабре 2024 года в Манаме, на чемпионате мира, Реваз выступил в весовой категории до 96 кг, где смог завоевать серебряную медаль с результатом 387 кг. В упражнении рывок он завоевал малую золотую медаль (177 кг).
На чемпионате Европы в Кишинёве, в апреле 2025 года, завоевал серебряную медаль в весовой категории до 96 кг с итоговым результатом 379 кг. В отдельных упражнениях также завоевал малые серебряные медали. 

## Результаты
| Год  | Соревнование                                   | Место проведения | Весовая категория | Рывок  | Толчок | Сумма двоеборья | Место |
| 2015 | Чемпионат мира среди юношей                    | Лима             | до 77 кг          | 130 кг | 162 кг | 292 кг          | 2     |
| 2015 | Чемпионат Европы среди юношей                  | Ландскруна       | до 77 кг          | 136 кг | 164 кг | 300 кг          | 2     |
| 2015 | Чемпионат Грузии                               | Тбилиси          | до 85 кг          | 135 кг | 160 кг | 295 кг          | 3     |
| 2015 | Чемпионат Европы среди молодёжи                | Клайпеда         | до 77 кг          | 136 кг | 168 кг | 304 кг          | 10    |
| 2015 | Турнир Кахи Кахиашвили                         | Марнеули         | до 85 кг          | 142 кг | 173 кг | 315 кг          | 2     |
| 2016 | Чемпионат Европы                               | Фёрде            | до 85 кг          | 150 кг | 175 кг | 325 кг          | 14    |
| 2016 | Чемпионат мира среди юниоров                   | Тбилиси          | до 85 кг          | 151 кг | 184 кг | 335 кг          | 6     |
| 2016 | Чемпионат Европы среди молодёжи                | Эйлат            | до 85 кг          | 157 кг | 183 кг | 340 кг          | 2     |
| 2017 | Чемпионат мира среди юниоров                   | Токио            | до 85 кг          | 162 кг | 185 кг | 347 кг          | 3     |
| 2017 | Чемпионат Европы среди молодёжи                | Дуррес           | до 85 кг          | 165 кг | 188 кг | 353 кг          | 1     |
| 2017 | Чемпионат мира                                 | Анахайм          | до 85 кг          | 160 кг | 191 кг | 351 кг          | 5     |
| 2018 | Чемпионат Европы                               | Бухарест         | до 85 кг          | 163 кг | 190 кг | 353 кг          | 1     |
| 2018 | Чемпионат мира среди юниоров                   | Ташкент          | до 85 кг          | 164 кг | 192 кг | 356 кг          | 1     |
| 2018 | Чемпионат Европы среди молодёжи                | Замосць          | до 85 кг          | 165 кг | 196 кг | 361 кг          | 1     |
| 2018 | Чемпионат мира                                 | Ашхабад          | до 89 кг          | 168 кг | 203 кг | 371 кг          | 3     |
| 2019 | Чемпионат Европы                               | Батуми           | до 89 кг          | 170 кг | 200 кг | 370 кг          | 2     |
| 2019 | Чемпионат мира                                 | Паттайя          | до 89 кг          | 172 кг | 199 кг | 371 кг          | 3     |
| 2019 | Чемпионат Европы среди молодёжи                | Бухарест         | до 89 кг          | 168 кг | 195 кг | 363 кг          | 2     |
| 2019 | Международный турнир памяти Наима Сулейманоглу | Анкара           | до 96 кг          | —      | —      | —               | —     |
| 2021 | Чемпионат Европы                               | Москва           | до 89 кг          | 171 кг | 203 кг | 374 кг          | 2     |
| 2021 | Чемпионат Европы среди молодёжи                | Рованиеми        | до 89 кг          | 163 кг | 193 кг | 356 кг          | 2     |
| 2021 | Чемпионат Грузии                               | Душети           | до 89 кг          | 165 кг | 198 кг | 363 кг          | 1     |
| 2021 | Чемпионат мира                                 | Ташкент          | до 89 кг          | 171 кг | 199 кг | 370 кг          | 3     |
| 2024 | Чемпионат мира                                 | Манама           | до 96 кг          | 177 кг | 210 кг | 387 кг          | 2     |
| 2025 | Чемпионат Европы                               | Кишинёв          | до 96 кг          | 174 кг | 205 кг | 379 кг          | 2     |